# 摩盎
摩盎（阿美語：Moang／Mowag），是台灣阿美族馬太鞍部落神話中的神祇之一，為回音的源頭。

## 身世
摩盎的名字來自於「怒吼」（'owag），是神族系譜中的第七代神祇，她的父親是馬奇督（Makito）、母親是忽辜（Hoko），兩位都是惡靈（Karish）的神靈，在黃金時代時，他們帶領著一群人類居住在人間，有時牠們部落的人也被稱為巴奇督人。

## 神話

### 婚姻
在人間生活之後，摩盎有一天無意間遇到一名來自其他部落、同樣擁有神族血統的阿拉載（Aracay、Aracaw，或稱阿拉贊Aracan），並且因為不明原因而要求他跟自己結婚，阿拉載答應了，但入贅後的阿拉載對他們的生活相當不適應，不僅不敢幫忙獵捕蛇並吃他們喜歡的蛇肉、馬奇督要他把蛇肉帶回老家給父母時還故意在河裡弄丟，讓馬奇督一家對他越來越不滿，最後把他封進缸裡用鹽醃，但因為阿拉載事先知會過老家的人讓他們來找自己，他才得以逃脫。

### 死亡
被救回家的阿拉載決定召集全社的人一起向馬奇督的族人們報仇，他們假裝在懸崖上舉辦一場宴會，邀請馬奇督部落裡全部的人，並且在宴會上聲稱很無聊所以舉辦了拔河比賽，要阿美族全體的青年跟對方全體的青年比賽拔河，而在比賽中，阿美族的青年故意放水，讓馬奇督的族人不停往後退，最後退到了懸崖邊，他們在趁機把對方推下去，幾乎所有人都摔下懸崖死了，只有摩盎抓著崖壁上的一棵樹並向阿拉載求救，但阿拉載用石頭把她砸死，摩盎因此變成了懸崖上的回音。